# Trimetadiona
La Trimetadiona es un fármaco antiepiléptico derivado de la oxazolidindiona. El efecto fisiológico de la trimetadiona es mediante la disminución de la actividad eléctrica desorganizada del sistema nervioso central.

## Antecedentes
La separación parcial de las propiedades sedantes, hipnóticas y anestésicas y las propiedades anticonvulsivas que caracterizaban al fenobarbital motivó la búsqueda de agentes con efectos más selectivos en las funciones del SNC. Como consecuencia, a fi nales del decenio de 1930 y principios del de 1940 aparecieron en el comercio anticonvulsivos relativamente no sedantes, en particular fenilhidantoína y trimetadiona.

## Descripción
La trimetadiona se presenta en forma de cristales descoloridos o casi incoloros. Soluble en agua; muy soluble en alcohol. Debe protegerse de la luz.

## Usos
El fármaco demostró por primera vez ser altamente específica en las crisis de ausencia en 1946. Se ha administrado en el tratamiento de crisis de ausencia refractarias a otros antiepilépticos. Sin embargo, debido a su potencial toxicidad, se prefieren otros antiepilépticos más seguros.
La trimetadiona todavía se usa como una sustancia estándar bien conocida en estudios con animales y, por lo tanto, se comercializa en algunos países. Las oxazolidindiona son compuestos de considerable interés histórico porque abrieron una nueva era en la farmacoterapia para la epilepsia.

## Metabolismo
La trimetadiona se desmetila metabólicamente a 5,5-dimetiloxazolidina-2,4-diona (dimetadiona). Sobre una base molar, la trimetadiona no metabolizada tiene 1.25 veces la potencia anticonvulsiva de la dimetadiona.

## Efectos indeseables
Se sabe que la trimetadiona causa lesión glomerular. y hemeralopía.
Se reconoció pronto que los efectos secundarios tóxicos pueden seguir a la administración prolongada de la droga, tales como dermatitis, hepatitis, fotofobia, somnolencia, náuseas, anemia aplástica y agranulocitosis. Barnett y colaboradores informaron el primer caso de síndrome nefrótico tras el uso de trimetadiona en 1948.

## Uso en embarazo y lactancia
Embarazo
La trimetadiona se prescribe con poca frecuencia, generalmente para el tratamiento de la crisis de ausencia (petit mal), un trastorno poco común entre las mujeres en edad reproductiva. Hay poca justificación para el uso de esta droga particularmente tóxica en mujeres embarazadas. Sin embargo, la trimetadiona es importante porque fue el primer tratamiento anticonvulsivo materno en que se encontró que produce un patrón único de anormalidades de crecimiento y desarrollo en bebés expuestos prenatalmente. Además, el tratamiento con trimetadiona durante el embarazo, especialmente cuando se usa en combinación con otras drogas, parece causar serios defectos de nacimiento en una proporción inusualmente grande de embarazos expuestos. La primera asociación entre la trimetadiona y recién nacidos malformados fue publicada por James German, Areta Kowal y Kathryn H. Ehlers en noviembre de 1970.
Síndrome de trimetadiona: La experiencia con el uso de la trimetadiona en la gestación es limitada, y depende principalmente de 36 embarazos documentados en 9 familias, lo que sugiere un riesgo teratogénico comparativamente alto. Entre los signos del llamado "síndrome de trimetadiona" se encuentran el retraso del crecimiento pre y postnatal, retrasos del desarrollo mental, defectos del habla, signos craneofaciales como orejas deformes y de implantación baja, deformidades del paladar, hendiduras, microcefalia, epicanto y anomalías dentales, puente nasal ancho, cejas en forma de V y alteraciones del desarrollo del corazón, las extremidades y el tracto urogenital.
Lactancia
No existen datos.